# Podococcus
Genre
Classification phylogénétique
Espèces de rang inférieur
- Podococcus acaulis
- Podococcus barteri

Podococcus est un genre de plantes de la famille des Arecaceae (les palmiers) que l'on trouve dans les régions tropicales d'Afrique. Il contient, actuellement, 2 espèces acceptées ; Podococcus acaulis et  Podococcus barteri .

## Classification
- Famille des Arecaceae
  - Sous-famille des Arecoideae
    - Tribu des Podococceae[2]